# 베를린 준트가우어 슈트라세역
베를린 준트가우어 슈트라세역(Bahnhof Sundgauer Straße)은 베를린 슈테글리츠첼렌도르프구 첼렌도르프에 있는 반제선의 철도역이다.
섬식 승강장의 길이는 166 m이며, 승강장 중앙부와 남서쪽 끝에서 지상으로 출구가 연결된다. 리하르트 브라데만(Richard Brademann)이 설계한 대합실 건물은 벽돌 외벽으로 건설되었으며, 1920년대와 1930년대 베를린의 철도역 양식을 사용했다. 건설 예산은 62만 라이히스마르크였다. 베를린의 건축유산으로 지정되어 있다.

## 역사
현재의 위치에 역 건설 계획은 1914년부터 있었으나 오랜 시간 동안 실현되지 못했다. 독일국영철도에서는 1930년대 반제선 전철화에 맞추어서 새로운 정차역 건설을 결정했다. 계획 당시 역 이름은 첼렌도르프 오스트(Zehlendorf Ost)역이었으나, 개통 직전에 현재의 역 명칭이 결정되었다. 반제선 전철화 1년 후인 1934년 7월 1일에 개통했다. 역명의 유래는 알자스의 준트가우 지역이다.
제2차 세계 대전 당시에 역이 크게 파괴되지는 않았다. 서베를린 S반 파업에 따라서 1980년 9월 18일에 영업을 중단했고, 서베를린 BVG에서 1984년 1월 9일에 영업권을 양도받은 후 개보수공사가 진행되었다. 1985년 2월 1일에 재개통했다.

## 인접 철도역
베를린 버스 X11번과 환승할 수 있다.
| 베를린 S반                            | 베를린 S반 | 베를린 S반           |
| ------------------------------------- | ---------- | -------------------- |
| 리히터펠데 베스트 오라니엔부르크 방면 | S1         | 첼렌도르프 반제 방면 |

## 참고 문헌
- Michael Braun, Udo Dittfurth (2004).  Berliner S-Bahn-Museum, 편집. 《Die elektrische Wannseebahn. Zeitreisen mit der Berliner S-Bahn durch Schöneberg, Steglitz und Zehlendorf》. Berlin: Verlag GVE. ISBN 3-89218-085-7.